# فرانشيسكو بيتراسانتا
فرانشيسكو بيتراسانتا هو مبارز بالسيف إيطالي، مثّل بلاده في الألعاب الأولمبية الصيفية 1912.

## روابط خارجية
فرانشيسكو بيتراسانتا على موقع أوليمبيديا (الإنجليزية)